# Antofil·le
En botànica un antofil·le és una fulla floral més o menys modificada i amb funcions especials, com ara la protecció, l'atracció dels insectes que col·laboren a la pol·linització o la mateixa pol·linització. Atès que les peces que formen la flor són fulles que han patit una metamorfosi, cal considerar antofil·les els tèpals o sèpals, els pètals, els estams i els carpels.